# Xã Finn, Quận Logan, Bắc Dakota
Xã Finn (tiếng Anh: Finn Township) là một xã thuộc quận Logan, tiểu bang Bắc Dakota, Hoa Kỳ. Năm 2010, dân số của xã này là 16 người.